# Cloruro de estroncio

El cloruro de estroncio (SrCl2) es una sal de estroncio y cloro. Como todos los compuestos de estroncio, emite un color rojo brillante en una llama, de hecho, se usa para el rojo de los fuegos artificiales. Sus propiedades químicas se encuentran entre las del cloruro de bario, que es más tóxico, y el cloruro de calcio 
1. ↑  Número CAS

- Datos: Q411859
- Multimedia: Strontium chloride / Q411859